# Пінта (корабель)
«Пінта» (ісп. Pinta, дос. «Плямочка», «Цятка») — один з трьох кораблів ескадри Христофора Колумба 1492 року з його Першої подорожі. Найшвидша каравела експедиції, з якої першим побачив Новий Світ (острів Сан-Сальвадор) Родріго де Тріан 12 жовтня 1492 року. Назва «Пінта», як і «Нінья», є неофіційним прізвиськом, справжнє ім'я корабля невідоме.
Каравела «Пінта» при довжині 20 м і ширині 7 м мала водотоннажність 60 т. Екіпаж складався з 26 осіб.

## Історія
Про те, як складалася доля корабля «Пінта» після подорожі Христофора Колумба, невідомо. Є дані, що після повернення капітан корабля був досить холодно прийнятий на батьківщині. А через проблеми зі здоров'ям, отримані під час експедиції, помер через кілька місяців. Ймовірно, корабель або був проданий і змінив назву, або загинув під час чергового плавання.